# 上尼日爾河國家公園
上尼日爾河國家公園（法語：Parc national du Haut-Niger），是幾內亞的國家公園，位於該國東北部，成立於1997年，面積6,000平方公里，該國家公園覆蓋森林和疏林草原地區。根據1995年至1997年進行的一項哺乳動物調查，在公園區及其周圍記錄了94種哺乳動物。該公園的動物群包括該國已知哺乳動物多樣性的約50％。 